# Kouwe klauwe

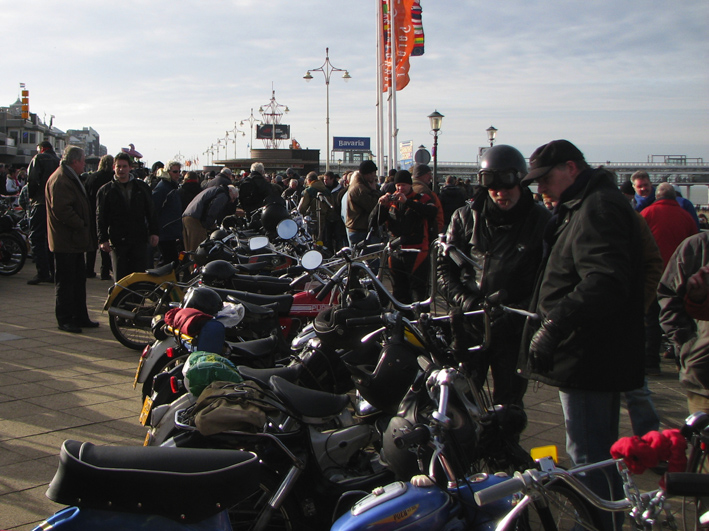
Brommers kijken op de boulevard

Kouwe klauwe (Haags: Kâhwe klâhwe) is de naam van de jaarlijkse meeting van berijders van geschakelde Puch- en Tomos-bromfietsen die op de laatste zondag van januari in Scheveningen wordt gehouden. In 2009 waren er meer dan 500 deelnemers op de Scheveningse boulevard en namen er 400 deel aan de aansluitende rijtoer, daarmee is de Kouwe klauwe de grootse Puch meeting ter wereld. De meeting is niet bedoeld voor Puch Maxi's en andere bromfietsen.

## Geschiedenis
Op de eerste meeting, 28 januari 1990, verschenen in totaal 17 Puch-brommers uit Den Haag, Delft en Amsterdam. Ook de pers was aanwezig, wat resulteerde in een voorpaginafoto in de Haagse krant De Posthoorn. Naar aanleiding daarvan werd een club opgericht genaamd Den Haagschen Puch. Deze organiseerde al op 1 april van hetzelfde jaar de volgende meeting waar 110 Puch- en Tomos-bromfietsen uit het hele land verschenen. De club had al snel honderden leden en kreeg ruim aandacht in vrijwel de gehele landelijke pers. Ouderen stapten weer op de Puch en ook van jongeren kreeg de brommer uit de jaren vijftig, jaren zestig en jaren zeventig weer aandacht en waardering.
Door het jaar erna opnieuw een winterse meeting op de Scheveningse Boulevard te organiseren werd een traditie geboren. Hoewel de oorspronkelijke naam 'Blauwe Vingersdag' was raakte al snel het meer Haags klinkende 'Kouwe Klauwe' (Kâhwe klâhwe) in zwang. Onder die naam groeide de meeting uit tot een van de grootse oldtimer bromfietsevenementen van Nederland.
In 1994 werd de Kouwe Klauwe gecombineerd met een groot festival in het Paard van Troje onder de naam de Puch Nach, 40 jaar Puch. Hier trad onder andere Willem Bieler op van Q65, een Haagse band die sterk verbonden was met de Puchcultuur van de jaren zestig. De meeting van 1994 behoorde volgens het televisieprogramma 2Vandaag tot de hoogtepunten van dat jaar, daarom zond men de gemaakte opnamen in december nogmaals uit. Het is gebruikelijk dat in kranten en op televisie aandacht aan het evenement wordt besteed en natuurlijk staat er ook veel beeldmateriaal op YouTube.
De toertocht vindt inmiddels jaarlijks plaats op de laatste zondag van januari. In 2014 werd de 25e Kouwe Klauwerit gereden (nadat in het eerste jaar 1990 een dubbele rit was gereden). De 25e feestelijke start vond plaats door de Haagse nachtburgemeester René Bom, nadat gebleken was dat de burgemeester plotseling verhinderd was.

## Jaarlijkse meeting
De Kouwe Klauwe trekt nog ieder jaar veel jonge en oude brommer enthousiasten en daarnaast heel veel publiek. De bromfietsen van het merk Puch en Tomos vormen de kern maar ook R.S. Stokvis RAP, Bianchi en Condor behoren tot de deelnemers. De laatste jaren verschijnen er ook Kreidlers en Zündapps, traditioneel geen vrienden van de Puch die, hoewel ze niet meetellen als deelnemer, zonder problemen aanwezig zijn. Het aantal deelnemers groeit de laatste jaren sterk.

## Avond bijeenkomst
De avond voorafgaand aan de meeting op de Scheveningse boulevard komen de leden van de verschillende Puchclubs bijeen. Ze praten over hun gezamenlijke passie de Puch en  luisteren naar optredens van vaak Haagse bands. De locatie van deze feestelijke avond veranderde in de loop der jaren vele malen, onder andere het krakersbolwerk De Blauwe Aanslag en de Scheveningse Piratenbar waren het trefpunt.

## Navolging
De term Kouwe Klauwe is zeer waarschijnlijk afkomstig uit het lied Lekker legbad van de De Clicheemannetjes, een duo bestaande uit Van Kooten en De Bie en wordt inmiddels voor vele winteractiviteiten door het hele land gebruikt.